# Třída Queen Elizabeth
Třída Queen Elizabeth byla třída pěti bitevních lodí Royal Navy, které jsou pro mnohá zlepšení konstrukce oproti starším dreadnoughtům nazývány super-dreadnoughty. První loď této třídy byla pojmenována na počest královny Alžběty I. Třída Queen Elizabeth překonala předchozí třídy bitevních lodí svou palebnou silou, pancéřováním i rychlostí. Ve všech těchto parametrech překonávala jak třídu Iron Duke, tak soudobé německé bitevní lodě třídy König. Queen Elizabeth a její sesterské lodě byly srovnatelné až s německými loděmi třídy Bayern, které ovšem byly o dva uzly pomalejší. Pro svou rychlost byly také nazývány rychlé bitevní lodě.
Jednalo se rovněž o první britské lodě vyzbrojeny novými děly BL 15 inch /42 ráže 381 mm. Všechny jednotky bojovaly jak první, tak v druhé světové válce. Jedna byla za druhé světové války potopena německou ponorkou a ostatní byly po válce urychleně vyřazeny a sešrotovány.

## Vývoj a konstrukce

### Objednávka lodí

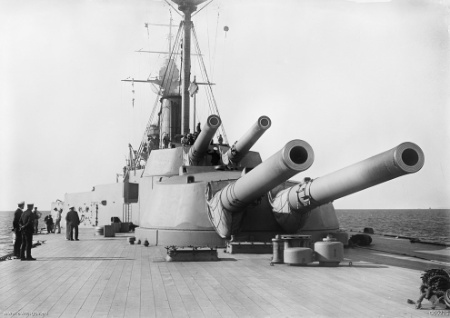
Děla hlavní ráže bitevní lodi Queen Elizabeth

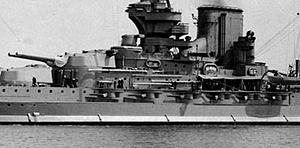
Valiant ve 30. letech

Po úspěšném použití děl BL 13,5 inch /45 ráže 343 mm se britská admiralita rozhodla použít pro nové bitevní lodě, stavěné v rámci programu pro rok 1912, ještě větší ráži 381 mm. Za tato děla u nových bitevních lodí intervenoval i první lord admirality Winston Churchill. Pro urychlení stavby bylo zvoleno určité riziko. Ještě ani nebyly hotové prototypy těchto nových děl, přesto už se pracovalo na projektu a konstrukci bitevních lodí, které by v případě neúspěchu musely být vybaveny staršími děly ráže 343 mm.
Původně se předpokládalo, že třída Queen Elizabeth bude mít podobnou koncepci jako lodě třídy Iron Duke s pěticí dvoudělových věží. Dvě měly být na přídi, dvě na zádi a jedna uprostřed lodi. Počítalo se i se srovnatelnou rychlostí 21 uzlů. Nakonec ale byla vynechána prostřední dělová věž Q a ušetřené místo a hmotnost byly využity pro silnější pohonný systém. Použitím silnějších děl i tak vzrostla váha boční salvy nových lodí, i když bylo děl o dvě méně.
Původně se pro program na rok 1912 uvažovalo o stavbě celkově tří jednotek této třídy a jednoho bitevního křižníku. Ten měl být modifikací bitevního křižníku HMS Tiger a nést jméno HMS Leopard. Když se ukázalo, že bitevní lodě budou mít rychlost 25 uzlů, nebyla už stavba bitevního křižníku považována za nutnou a místo něj byla objednána čtvrtá loď třídy Queen Elizabeth. Poté, co Malajsie nabídla financování páté bitevní lodi, byla objednána ještě Malaya.
Kanada v roce 1913 uvažovala o financování stavby tří bitevních lodí, které by zřejmě byly součástí třídy Queen Elizabeth, podobně jako v případě lodi Malaya. Opozice v kanadském parlamentu však tomuto plánu zabránila a peníze na stavbu lodí nebyly uvolněny.
Civilní komise při britské admiralitě vyjadřující se k novým lodím došla k závěru, že nová koncepce této třídy bude úspěšná pouze tehdy, pokud dosud rozšířené uhlí bude nahrazeno naftou. Předchozí třídy, včetně těch, které byly právě ve stavbě, používaly naftu jen jako doplněk uhlí, protože toho měla Británie velké zásoby. Než byl se stavbou lodí vysloven souhlas, musel být zajištěn dostatek nafty v době války. Tomu pomohlo podepsání Anglo-Perské ropné smlouvy. Naftový pohon byl účinnější, palivo se snáze nakládalo, loď nepotřebovala topiče, méně kouřila, což usnadňovalo střelbu a činilo loď méně viditelnou na horizontu.

### Design

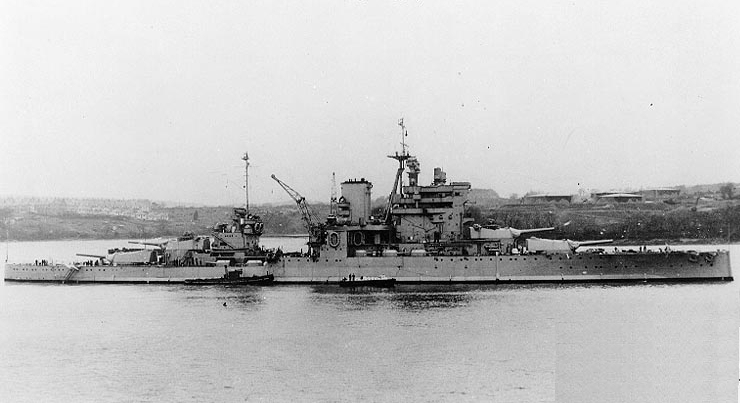
Valiant po modernizacích, vyfocený v roce 1939

Nová 381mm děla se ukázala jako velice úspěšná. Byla spolehlivá a extrémně přesná. Horší situace byla u špatného střeliva, které snižovalo efektivitu palby, což se podařilo vyřešit až zavedením nového střeliva v roce 1918. Tato děla zůstala konkurenceschopná i během druhé světové války. Před ní u nich byla zvětšena elevace a vyvinuto nové střelivo.
Koncepce pancéřové ochrany vycházela z předchozí třídy Iron Duke. Boční pancéřový pás byl zesílen a i ochrana lodi pod čárou ponoru byla vylepšena. Jak bylo tehdy obvyklé, horizontální pancéřová ochrana byla značně menší.
V některých ohledech ale parametry lodí zaostávaly za očekáváním. Lodě byly přetíženy a kvůli nadměrnému ponoru ve službě nedosahovaly plánované rychlosti 25 uzlů, ale o jeden uzel méně. Přesto nové palivo a větší počet kotlů, dostačující pro rychlost 24 uzlů, znamenaly velký pokrok oproti starším bitevním lodím, dosahujícím obvykle nejvyšší rychlosti maximálně 21 ulů.
Děla ráže 152 mm sekundárního dělostřelectva byla umístěna v kasematách na bocích lodi. Už při plavbě na mírně rozbouřeném moři se do kasemat mohla dostat voda. Munice sekundární ráže také nebyla příliš dobře chráněna a například v bitvě u Jutska došlo k požáru na palubě bitevní lodi HMS Malaya, ve kterém téměř došlo k výbuchu sekundární munice a ztrátě lodi.
Přes některé potíže, které byly navíc částečně vyřešeny během služby, byly lodě třídy Queen Elizabeth považovány za úspěšné v boji. Vypuštění věže Q a přechod na jiné palivo umožnily zlepšit pancéřovou ochranu a rychlost, přičemž nová děla zvětšila i palebnou sílu nových lodí.
Po úspěšných lodích třídy Queen Elizabeth následovaly lodě třídy Revenge, které byly přes srovnatelnou koncepci výzbroje opět stavěny na rychlost 21 uzlů.

## Operační služba

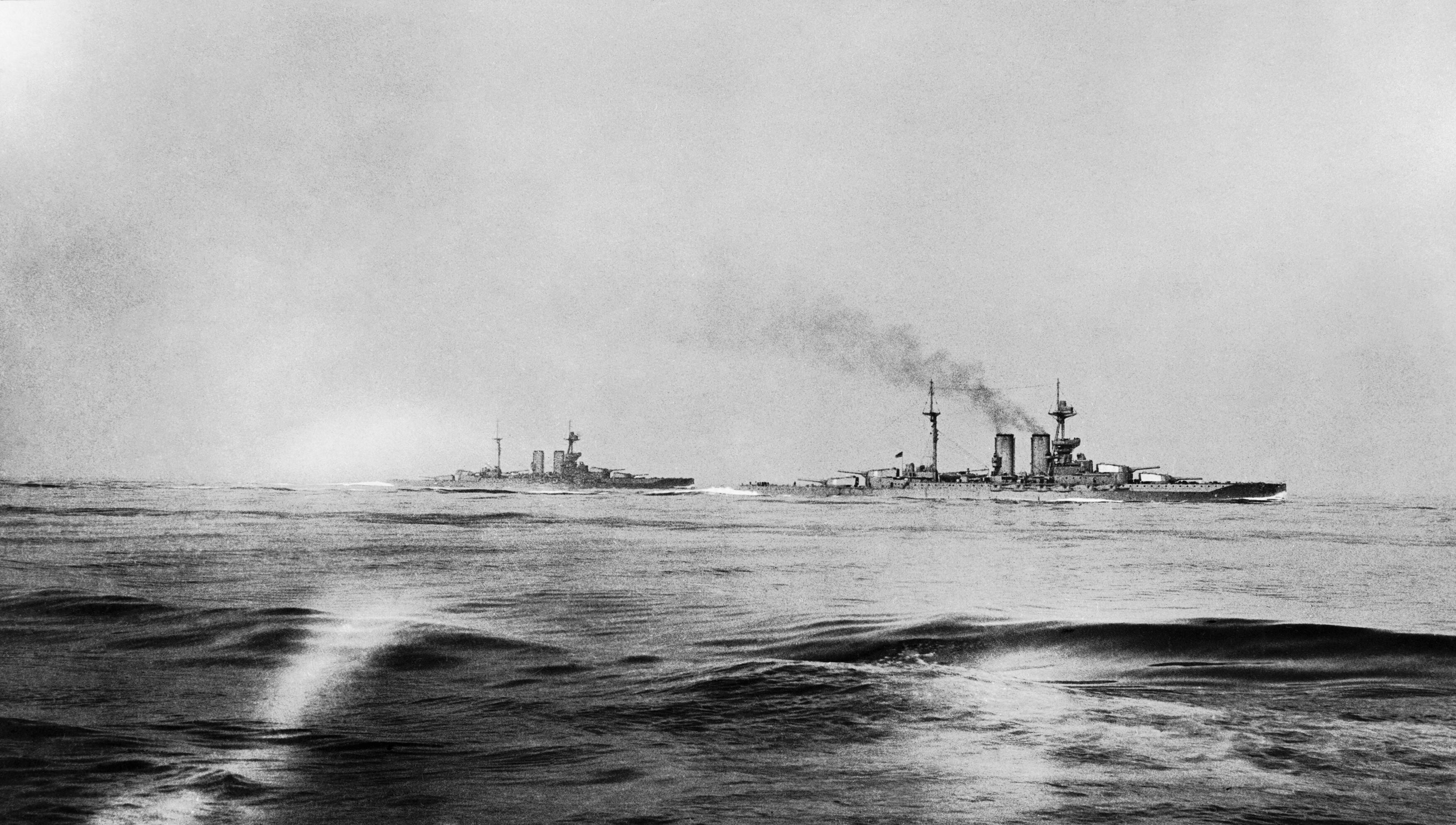
Warspite a Malaya v roce 1916 v bitvě u Jutska

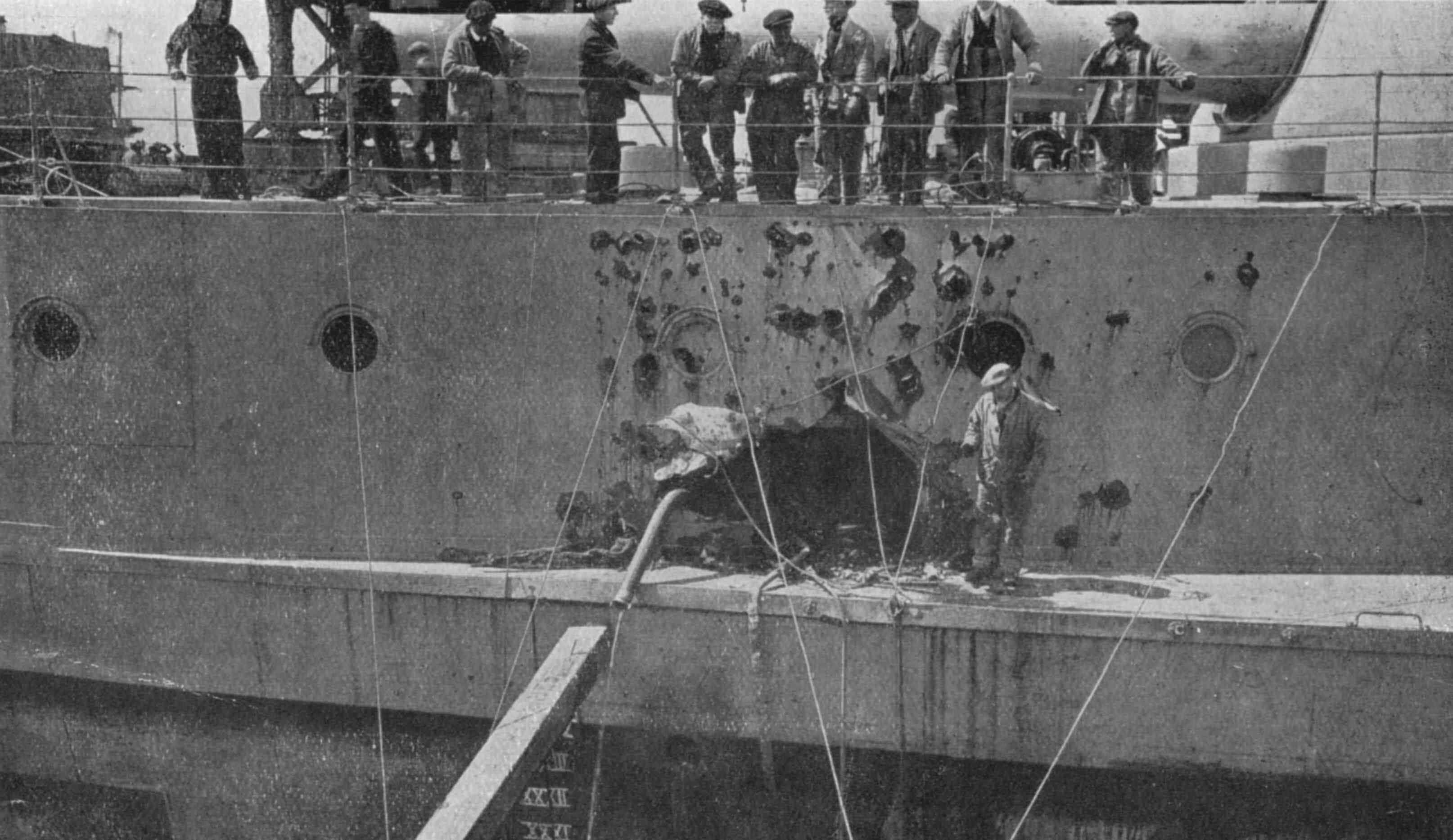
Poškození Warspite po bitvě u Jutska

### První světová válka
Všechna plavidla třídy bojovala v první světové válce a tvořila 5. eskadru bitevních lodí. Queen Elizabeth se účastnila vylodění v Dardanelách, ale v době bitvy u Jutska byla na údržbě v docích. Ostatní lodě třídy se této bitvy účastnily pod velením admirála Hugha Evan-Thomase. 5. eskadra se střetla s německou 1. průzkumnou skupinou, které velel admirál Franz von Hipper. Palba lodí byla účinná, podařilo se jim poškodit bitevní křižníky SMS Lützow a SMS Seydlitz a řadu dalších lodí. Tři z britských lodí byly v bitvě poškozeny, ale žádná nebyla ztracena. Na Malaya však příliš nechybělo k výbuchu části munice sekundární ráže a i Warspite byla těžce poškozena 15 německými zásahy.

### Meziválečné období
V meziválečném období byla celá třída několikrát modernizována. Rozsah úprav se lišil, ale prakticky se jednalo o kvalitativně nová plavidla uvnitř starých trupů. Modernizovány byly strojovny, lodě dostaly menší trubkové kotle, bylo vylepšeno jejich pancéřování a přidána protitorpédová obšívka. Nové byly také nástavby, komíny, sekundární a protiletadlová výzbroj. Lodě rovněž dostaly nové elektronické vybavení a řadu dalších zlepšení.

### Druhá světová válka

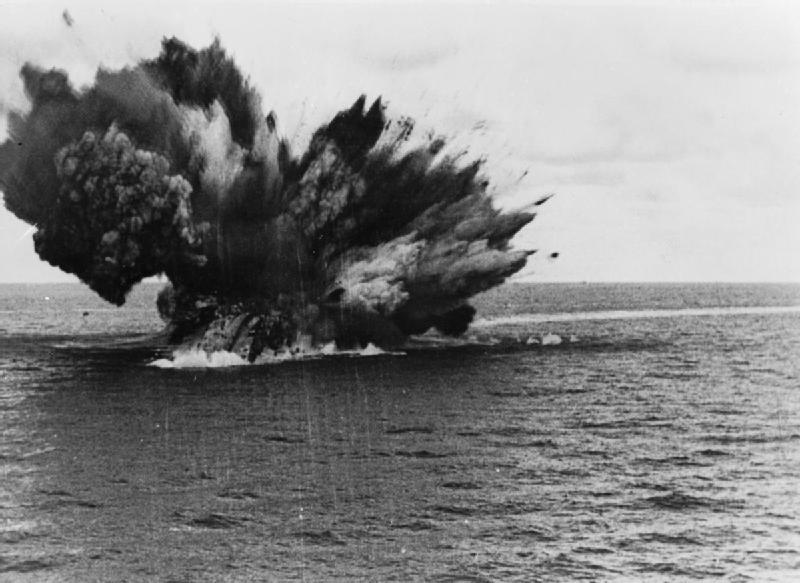
Zničení bitevní lodě Barham

Všechny lodě třídy se účastnily operací druhé světové války. I přes modernizace už nebyly schopné bojovat jako rovnocenný protivník proti moderním bitevním lodí jako byl německý Bismarck. Moderní torpéda dokázala překonat jejich protitorpédovou obšívku, jak se stalo v případě Barham, která se po zásahu torpédy německé ponorky v pěti minutách potopila se ztrátou 800 životů. Na druhou stranu konstrukce lodí prokázala značnou odolnost. Warspite přežila zásah německou kluzákovou bombou, která dokázala potopit moderní italskou bitevní loď Roma. Queen Elizabeth a Valiant v roce 1941 potopily na mělčině v přístavu Alexandrii italští potápěči, byly opraveny a znovu zařazeny do služby. Na konci války byly všechny zbývající lodě této třídy vyřazeny.

## Jednotlivé lodě ve třídě
- Barham - v bitvě u Jutska byl poškozen 5 zásahy, které zabily 26 a zranily 46 členů posádky. Sám Barham v bitvě vystřelil 337 projektilů hlavní ráže. V druhé světové válce Barham bojoval v bitvě u Matapanu. 25. listopadu 1941 ho ve Středomoří zasáhla a potopila tři torpéda německé ponorky U-331.
- Malaya - u Jutska byla zasažena osmkrát. 63 členů posádky zemřelo a 68 bylo zraněno. Sama zde vystřelila 215 střel. Za druhé světové války především doprovázela konvoje. V roce 1941 byla poškozena torpédem ponorky U-106. Později se podílela na podpoře invaze do Normandie. V roce 1945 byla vyřazena.
- Queen Elizabeth - neúčastnila se bitvy u Jutska, ale účastnila se vyloděni v Dardanelách. Za druhé světové války byla v Alexandrii podminována a potopena italskými potápěči. Byla vyzvednuta, opravena a na konci války sloužila na Dálném východě, kde byla v roce 1945 vyřazena.
- Valiant - u Jutska nebyl poškozen a sám vystřelil 288 střel. Za druhé světové války se účastnil útoku na Mers-el-Kébir. V roce 1941 byl potopen italskými potápěči v Alexandrii. Po opravě sloužil na Dálném východu až do roku 1944.
- Warspite - u Jutska byla téměř ztracena po nejméně 15 nepřátelských zásazích. Ztratila 14 mrtvých a 32 zraněných a sama vystřelila 259 střel. Za druhé světové války se účastnila řady operací, od bojů u Narviku při německé invazi do Norska, bitvě u Matapanu, při obraně Kréty a vylodění u Salerna, kde jí zasáhla a vážně poškodila německá kluzáková bomba. Nikdy nebyla zcela opravena a sloužila jako plovoucí dělostřelecká baterie. Účastnila se invaze do Normandie a dalších operací pro osvobození Francie.